# Tom W. Bonner
Tom Wilkerson Bonner, né à Greenville au Texas en 1910 et décédé le 6 décembre 1961 à Houston au Texas, est un physicien expérimentateur américain ayant développé plusieurs techniques et instruments dans le domaine de la physique des neutrons et la physique nucléaire, dont la sphère Bonner.

## Biographie
Garçon issu d'un père avocat et d'une mère artiste, Bonner développe dès son jeune âge des habiletés en mécanique automobile et s'amuse avec toute sorte d'appareils électroniques. Il étudie le latin durant quatre années préparatoires. À l'âge de 10 ans, sa famille déménage à Dallas. Il étudie par la suite à l'Université méthodiste du Sud où son intérêt pour les mathématiques et la physique se renforce. Il développe également un intérêt pour la géophysique qu'il gardera tout au cours de sa vie et il donnera même un cours occasionnel sur le sujet plus tard à l'Université Rice. 
Il obtient sa licence en 1931 à l'Université méthodiste du Sud et poursuit ses études sur la luminosité des flammes et l'effet du champ magnétique sur la diffusion des rayons X dans le fer. Inspiré par les travaux de James Chadwick, Bonner décide de concentrer ses études sur les neutrons. Il termine son doctorat en 1934 à l'Université Rice. Il devient alors membre du National Research Council à Caltech. Il travaille à la construction d'une chambre à brouillard automatique à haute pression afin d'obtenir un spectre de neutrons. Bonner devient ensuite instructeur du département de physique à Rice en 1936. De 1938 à 1939, il est boursier Guggenheim à Cambridge. Il joint le laboratoire de radiation du M.I.T en 1941 où il travaille sur les radars durant la guerre. Il retourne par la suite à Rice où il est élu président du département. Il reçoit de nombreuses distinctions pour ces multiples publications. Il devient éditeur du Review of Scientific Instruments (1946-1949 et 1952-1955) et du Physical Review de 1951 jusqu'à sa mort. Il est élu en 1959 membre de l'Académie nationale des sciences.         
Bonner décède subitement à l'âge de 51 ans le 6 décembre 1961 et laisse derrière sa femme, Jara Prasilova, et ses trois enfants. En 1964,  le prix Tom W. Bonner en physique nucléaire (Tom W. Bonner Prize in Nuclear Physics) est nommé en son honneur.     

## Distinctions et honneurs
- 1934 : National Research Fellowship
- 1938-1939 : Boursier Guggenheim, Cambridge
- 1946 : Certificat de mérite présidentiel pour son travail en temps de guerre
- 1959 : Membre de l'Académie nationale des sciences